# Le Gué-de-la-Chaîne
Le Gué-de-la-Chaîne è un comune francese di 783 abitanti situato nel dipartimento dell'Orne nella regione della Normandia.

## Società

### Evoluzione demografica
Abitanti censiti